# Waldstatt

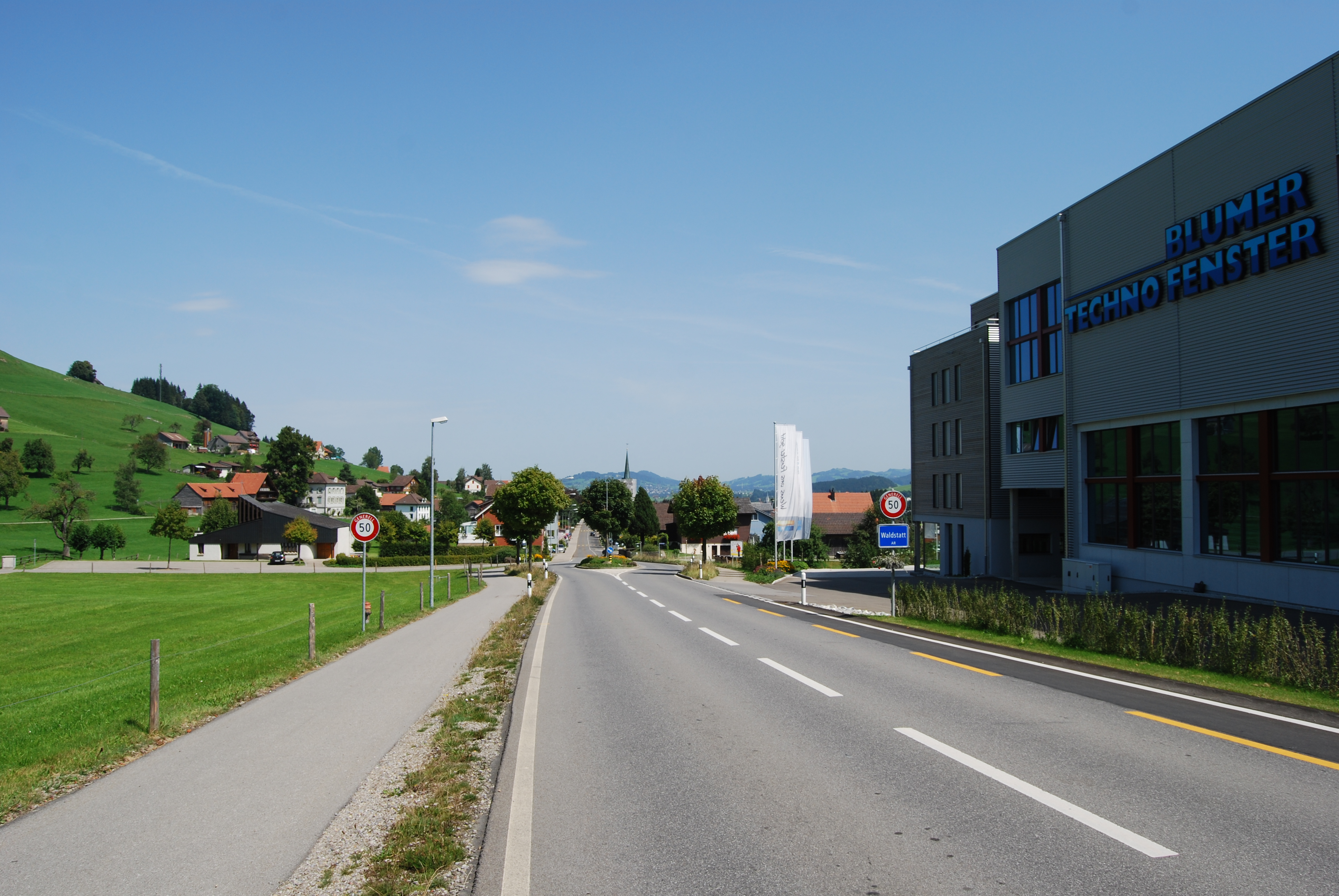
Waldstatt

Waldstatt is een gemeente en plaats in het Zwitserse kanton Appenzell Ausserrhoden.
Waldstatt telt 1.790 inwoners.
Bühler · Gais · Grub · Heiden · Herisau · Hundwil · Lutzenberg · Rehetobel · Reute · Schönengrund · Schwellbrunn · Speicher · Stein · Teufen · Trogen · Urnäsch · Wald · Waldstatt · Wolfhalden · Walzenhausen
- Gemeinsame Normdatei: 4064422-4
- Historisch woordenboek van Zwitserland: 001299
- Library of Congress Control Number: no97067055
- Virtual International Authority File: 157416037
- WorldCat: E39PBJvtbtwv77CD9hrqJgVt8C